# Идрия (озеро)
Идрия — озеро в Себежском районе Псковской области, на территории сельского поселения «Мостищенская волость» на границе с городским поселением «Идрица».
Площадь — 1,0 км² (99,0 га). Максимальная глубина — 2,0 м, средняя глубина — 1,5 м.
На южном берегу озера расположена деревня Идрия, на восточном и северном — юго-западные и западные окраины посёлка Идрица.
Проточное. Через реку Идрица, которая вытекает на востоке озера, соединяется с рекой Великой. На западе в озеро впадает река Островно, на юго-западе — река Тёмный Рог.
Тип озера плотвично-окуневый с лещом и уклеей. Массовые виды рыб: щука, плотва, окунь, красноперка, лещ, густера, язь, верховка, уклея, линь, караси золотой и серебряный, пескарь, вьюн, ерш, щиповка, голец, угорь.
Для озера характерны: преимущественно илистое дно, есть участки песка и заиленного песка в прибрежье, небольшие сплавины; бывают заморы; в прибрежье — луга, огороды, болото.